# 庙后街
庙后街是位于西安市莲湖区的一条街道，其全名应是城隍庙后街。庙后街因位于城隍庙身后而得名，街道同时位于回坊之中，北边有西仓，过去还是“凤邠盐法道属”官衙所在地。

## 历史
清代时期，当时是“凤邠盐法道属”官衙位于现在西安市第二十五中学的所在地，西仓南巷与庙后街路口西边，有座“关帝庙”，关帝庙西的庙后街路北，当时是“西仓门”，小学习巷与庙后街路口西侧有“诚济宫”和“如是庵”两座庙宇。
1905年，“西安府官立中学堂”创办于城隍庙后街驿盐道署。先后有“国立西安临时大学和国立西北联合大学”、“陕西省立医学专科学校”、“私立西北音乐学院”到此处借用校舍办学，1954年，学校正式改名为西安市第二十五中学。
1932年，建立庙后街小学，是陕西省建校最早的一所公办民族完全小学。民国时期曾改名为陕西省立第一实验小学、陕西省立第二实验小学、陕西省立西安西仓门小学。1949年以后又先后更名为西安市第六区第四完全小学、西安市红卫区红歌小学，后来固定名称为西安市庙后街小学。
庙后街在1966年改名红歌街，1972年得以恢复原名。